# Albrecht I. von Meißen
Albrecht I. von Meißen († 1. August 1152 auf dem Weg oder in Konstantinopel) war von 1150 bis 1152 Bischof von Meißen.
Albrecht I. soll aus sorbischem Adel stammen. Auch wenn mehrere Chronisten von Berthold als Nachfolger des Bischofs Reinward berichten, widerspricht Machatschek und schließt Berthold aus der Bischofsreihe aus. Der zeitgenössische Geschichtsschreiber und Freisinger Bischof Otto erwähnt Albrecht I. 1151 im Zusammenhang mit der Auseinandersetzung zwischen Friedrich von Berg und Hermann von Horn um den Bischofsstuhl in Utrecht. Indes ist Albrecht I. nur in wenigen Urkunden fassbar. Er war zunächst Dompropst. Mit Zustimmung des Papstes stand das Bistum unter dem Schutz des Markgrafen Konrad von Meißen. Ebenso wie das Bistum Naumburg akzeptierte man im Gegenzug Abgabe und andere Ansprüche. 1152 beauftragte der römisch-deutsche König Konrad III. den als sprachgewandt geltenden Bischof zu einer diplomatischen Mission zum griechischen Kaiser Manuel I. Der Bischof starb auf dem Weg dorthin oder an seinem Ziel Konstantinopel selbst. Nachfolger ist nach Machatschek Gerung, Bruno II. erscheint in seiner Bischofsreihe nicht.